# Schmaltonne
Die Schmaltonne war ein Volumenmaß in Hamburg, Schleswig-Holstein und in den Niederlanden. Das Maß wurde vorrangig für Tran verwendet.

## Niederlande
- Lebertran 2 Schmaltonnen = 1 Kwarteel = 232,836 Liter
  - Lebertran 1 Schmaltonne = 96 Mingel

## Hamburg und Schleswig-Holstein
- 1 Schmaltonne = 32 Stübchen (= 3,62 Liter) = 128 Quartier = 1,15927 Hektoliter

Die Biertonne nach der Brauordnung vom Jahr 1751 im Vergleich:
- - 1 Biertonne = 48 Stübchen = 192 Quartier = 173,76 Liter